# یوتی‌سی ۹:۳۰-

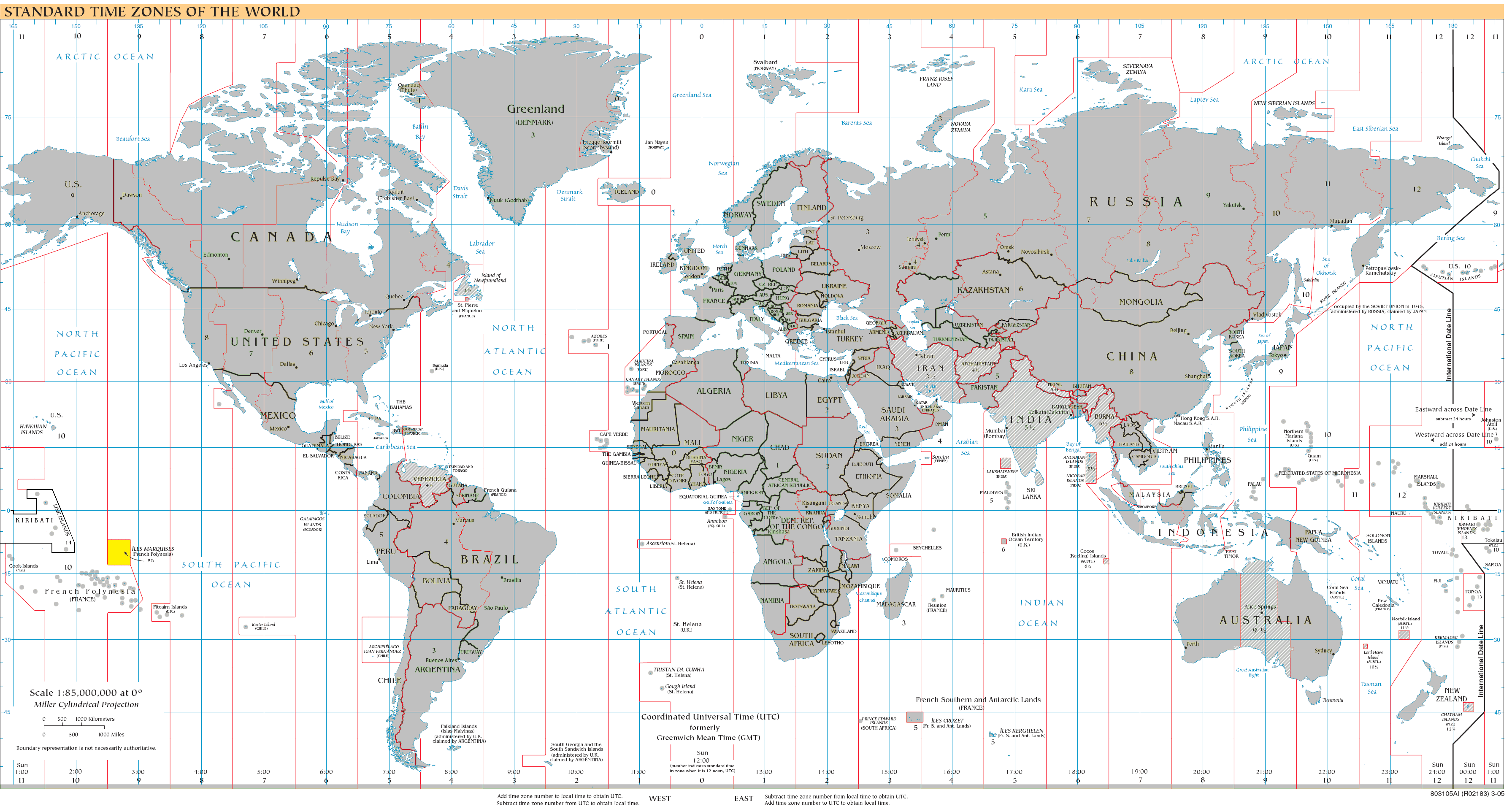
UTC−09:30: آبی (دسامبر), نارنجی (ژوئن), زرد (تمام سال), آبی روشن - محدوده دریا

هم‌اکنون زمان‌بندی گرینویچ منفی ۹:۳۰- (به انگلیسی: UTC−09:30) برای اندازه گیری زمان کاربرد دارد.

## زمان استاندارد در تمام سال
- پلی‌نزی فرانسه
  - جزیره مارکوئساس